# 普勒熱尼鄉
47°31′N 27°01′E / 47.517°N 27.017°E
普勒熱尼鄉（羅馬尼亞語：Comuna Prăjeni, Botoșani），是羅馬尼亞的鄉份，位於該國東北部，由博托沙尼縣負責管轄，面積33平方公里，海拔高度90米，2007年人口3,393，人口密度每平方公里102人。